# Sinornithoides
Sinornithoides ("amb forma d'au xinesa") és un gènere representat per una única espècie de dinosaure teròpode troodòntid, que va viure en el Cretaci inferior (fa 110 milions d'anys, en l'Albià), en el que avui és Xina.
El Sinornithoides va ser un dinosaure petit de sol 1,10 m. És un dels troodòntids millor preservats i també un del més antics. Les seves potes del darrere eren llargues el que ho feien un corredor veloç, a més tenia un cos compacte i una llarga cua en forma de fuet que era la meitat de la seva longitud total. La seva gran cavitat cranial suggereix que era una criatura intel·ligent. El seu cos estava cobert de plomes primitives. A causa que els punts de creixement estaven completament ossificat, l'exemplar és un adult malgrat la seva petita grandària.
Les restes fòssils van ser descoberts entre 1987 i 1990 per una expedició xinès-canadenca. Descrit en 1993, les restes inclouen les primeres evidències del coll, esquena i membres davanters d'un troodòntid.